# Panupong Hansuri
Panupong Hansuri (thailändisch ภาณุพงศ์ หาญสุริย์, * 11. Januar 1996) ist ein thailändischer Fußballspieler.

## Karriere
Panupong Hansuri stand bis Ende 2019 beim Thonburi University FC unter Vertrag. Wo er vorher gespielt hat, ist unbekannt. Der Verein aus der thailändischen Hauptstadt Bangkok spielte in der vierten Liga des Landes, der Thai League 4, in der Bangkok Region. 2020 wechselte er zum Zweitligisten Samut Sakhon FC nach Samut Sakhon. Sein Zweitligadebüt für Samut gab er am  23. Februar 2020 im Spiel gegen den Kasetsart FC. Hier stand er in der Anfangsformation und spielte die kompletten 90 Minuten durch. Für Samut absolvierte er drei Zweitligaspiele. Mitte 2020 unterschrieb er einen Vertrag beim Ligakonkurrenten Khon Kaen United FC in Khon Kaen. In der Saison 2020/21 wurde er mit Khon Kaen Tabellenvierter und qualifizierte sich für die Aufstiegsspiele zur ersten Liga. Hier konnte man sich im Endspiel gegen den Nakhon Pathom United FC durchsetzen und stieg somit in die zweite Liga auf. Am Ende der Saison 2024/25 wurde er mit Khon Kaen Tabellenletzter und musste somit in die zweite Liga absteigen.